# Bjerke
Bjerke est un quartier (bydel) de la ville d'Oslo en Norvège. On peut y trouver l'établissement d'enseignement secondaire (lycée)  Bjerke Videregående Skole. On y trouve aussi l'hippodrome de Bjerke.

## Quartiers
- Linderud
- Lofthus
- Tonsenhagen
- Årvoll
- Veitvet
- Økern
- Risløkka